# Bahnstrecke Thisted–Fjerritslev
| Thisted-Fjerritslev Jernbane |                      |                                                   |                                                   |
| Thisted-Fjerritslev Jernbane |                      |                                                   |                                                   |
| Streckenlänge: | 54,2 km              |                                                   |                                                   |
| Spurweite: | 1435 mm (Normalspur) |                                                   |                                                   |
| |                      |                                                   |                                                   |
| \| \| \| Bahnstrecke Fjerritslev–Frederikshavn von Aalborg \| \| \| \| 54,2 \| Fjerritslev \| Fjerritslev \| \| \| 51,7 \| Gøttrup \| Gøttrup \| \| \| 48,5 \| Klim \| Klim \| \| \| 45,5 \| Thorup \| Thorup \| \| \| 43,9 \| Thorup Kær (seit 17. Mai 1953) \| Thorup Kær (seit 17. Mai 1953) \| \| \| 42,4 \| Vust \| Vust \| \| \| \| Kærup Holme (seit 1. Mai 1932) \| \| \| \| 38,6 \| Kærup \| Kærup \| \| \| 37,0 \| Frøstrup \| Frøstrup \| \| \| 35,5 \| Langvad (seit 15. Mai 1928) \| Langvad (seit 15. Mai 1928) \| \| \| 34,0 \| Tømmerby \| Tømmerby \| \| \| 30,8 \| Vesløs \| Vesløs \| \| \| 26,6 \| Tovsig \| Tovsig \| \| \| 22,9 \| Østerild \| Østerild \| \| \| 20,5 \| Hunstrup \| Hunstrup \| \| \| 17,6 \| Tanggaard \| Tanggaard \| \| \| 15,4 \| Kaastrup (seit 15. Mai 1931) \| Kaastrup (seit 15. Mai 1931) \| \| \| 14,2 \| Hillerslev \| Hillerslev \| \| \| 12,0 \| Lille Hillerslev (vom 15. Mai 1931 bis etwa 1950) \| Lille Hillerslev (vom 15. Mai 1931 bis etwa 1950) \| \| \| \| geplante Bahnstrecke Nors–Hanstholm von Hanstholm \| \| \| \| 10,7 \| Nors \| Nors \| \| \| 8,2 \| Havreland (seit 15. Mai 1928) \| Havreland (seit 15. Mai 1928) \| \| \| 6,1 \| Vandet \| Vandet \| \| \| 3,8 \| Baun (seit 1. August 1908) \| Baun (seit 1. August 1908) \| \| \| 2,6 \| Thorstedvej (seit etwa 1960) \| Thorstedvej (seit etwa 1960) \| \| \| \| Thybanen von Struer \| \| \| \| 1,8 \| Landlyst \| Landlyst \| \| \| \| Thisted Havnebane \| \| \| \| 0,0 \| Thisted \| Thisted \| |                      |                                                   |                                                   |
| Strecke (außer Betrieb) |                      | Bahnstrecke Fjerritslev–Frederikshavn von Aalborg | Bahnstrecke Fjerritslev–Frederikshavn von Aalborg |
| Bahnhof (Strecke außer Betrieb) | 54,2                 | Fjerritslev                                       | Fjerritslev                                       |
| Haltepunkt / Haltestelle (Strecke außer Betrieb) | 51,7                 | Gøttrup                                           | Gøttrup                                           |
| Bahnhof (Strecke außer Betrieb) | 48,5                 | Klim                                              | Klim                                              |
| Bahnhof (Strecke außer Betrieb) | 45,5                 | Thorup                                            | Thorup                                            |
| Haltepunkt / Haltestelle (Strecke außer Betrieb) | 43,9                 | Thorup Kær (seit 17. Mai 1953)                    | Thorup Kær (seit 17. Mai 1953)                    |
| Bahnhof (Strecke außer Betrieb) | 42,4                 | Vust                                              | Vust                                              |
| Haltepunkt / Haltestelle (Strecke außer Betrieb) |                      | Kærup Holme (seit 1. Mai 1932)                    | Kærup Holme (seit 1. Mai 1932)                    |
| Haltepunkt / Haltestelle (Strecke außer Betrieb) | 38,6                 | Kærup                                             | Kærup                                             |
| Bahnhof (Strecke außer Betrieb) | 37,0                 | Frøstrup                                          | Frøstrup                                          |
| Haltepunkt / Haltestelle (Strecke außer Betrieb) | 35,5                 | Langvad (seit 15. Mai 1928)                       | Langvad (seit 15. Mai 1928)                       |
| Bahnhof (Strecke außer Betrieb) | 34,0                 | Tømmerby                                          | Tømmerby                                          |
| Bahnhof (Strecke außer Betrieb) | 30,8                 | Vesløs                                            | Vesløs                                            |
| Haltepunkt / Haltestelle (Strecke außer Betrieb) | 26,6                 | Tovsig                                            | Tovsig                                            |
| Bahnhof (Strecke außer Betrieb) | 22,9                 | Østerild                                          | Østerild                                          |
| Bahnhof (Strecke außer Betrieb) | 20,5                 | Hunstrup                                          | Hunstrup                                          |
| Haltepunkt / Haltestelle (Strecke außer Betrieb) | 17,6                 | Tanggaard                                         | Tanggaard                                         |
| Haltepunkt / Haltestelle (Strecke außer Betrieb) | 15,4                 | Kaastrup (seit 15. Mai 1931)                      | Kaastrup (seit 15. Mai 1931)                      |
| Bahnhof (Strecke außer Betrieb) | 14,2                 | Hillerslev                                        | Hillerslev                                        |
| Haltepunkt / Haltestelle (Strecke außer Betrieb) | 12,0                 | Lille Hillerslev (vom 15. Mai 1931 bis etwa 1950) | Lille Hillerslev (vom 15. Mai 1931 bis etwa 1950) |
| Abzweig geradeaus und von rechts (Strecke außer Betrieb) |                      | geplante Bahnstrecke Nors–Hanstholm von Hanstholm | geplante Bahnstrecke Nors–Hanstholm von Hanstholm |
| Bahnhof (Strecke außer Betrieb) | 10,7                 | Nors                                              | Nors                                              |
| Haltepunkt / Haltestelle (Strecke außer Betrieb) | 8,2                  | Havreland (seit 15. Mai 1928)                     | Havreland (seit 15. Mai 1928)                     |
| Bahnhof (Strecke außer Betrieb) | 6,1                  | Vandet                                            | Vandet                                            |
| Haltepunkt / Haltestelle (Strecke außer Betrieb) | 3,8                  | Baun (seit 1. August 1908)                        | Baun (seit 1. August 1908)                        |
| Haltepunkt / Haltestelle (Strecke außer Betrieb) | 2,6                  | Thorstedvej (seit etwa 1960)                      | Thorstedvej (seit etwa 1960)                      |
| Abzweig ehemals geradeaus und von rechts |                      | Thybanen von Struer                               | Thybanen von Struer                               |
| ehemaliger Haltepunkt / Haltestelle | 1,8                  | Landlyst                                          | Landlyst                                          |
| Abzweig geradeaus und ehemals nach rechts |                      | Thisted Havnebane                                 | Thisted Havnebane                                 |
| Kopfbahnhof Streckenende | 0,0                  | Thisted                                           | Thisted                                           |

Die Bahnstrecke Thisted–Fjerritslev (TFJ) war eine dänische private normalspurige eingleisige Bahnstrecke zwischen Thisted und Fjerritslev in Nordjütland. Sie bestand von 1904 bis 1969.

## Geschichte
Die Strecke wurde mit insgesamt 28 anderen Projekten mit dem großen Eisenbahngesetz vom 8. Mai 1894 vom Staat beschlossen, jedoch konnte das erforderliche Kapital nicht aufgebracht werden. Das Projekt wurde erst angegriffen, nachdem der Staat mit dem Gesetz vom 6. März 1900 seinen Zuschuss auf 75 % der Herstellkosten erhöhte. Danach wurde die notwendige Konzession am 12. Juli 1901 erteilt.

### Thisted–Fjerritslev Jernbane
Die für den Bau der Privatbahnstrecke 1901 gegründete Gesellschaft Thisted–Fjerritslev Jernbane (TFJ) errichtete die Strecke von Thisted Richtung Norden nach Nors und von dort in Richtung Osten. Es gab Diskussion darüber, ob die Strecke weiter nach Norden bis in die Nähe von  Hanstholm geführt werden solle. Ein weiteres Projekt war die direkte Linienführung über Hanstholm. Dafür hätte die Strecke um neun Kilometer verlängert werden müssen.
Die Leistungen für den Oberbau wurden im September 1902 ausgeschrieben und dem Ingenieurbüro Brøchner Larsen og Krogh übertragen. Am 13. Oktober 1902 begannen die Erdarbeiten bei Fjerritslev. Zudem wurden 50 Wagenladungen mit Schienen geliefert und die Aushubarbeiten bei Thisted begonnen. Im November 1902 begannen die verschiedenen Brückenarbeiten über die Gewässer, Steine wurden billig von Anwohnern gekauft und es arbeiteten ungefähr 100 Männer am Damm des Lundfjord.
Am 22. Januar 1903 kam eine Arbeitslokomotive, verladen auf einem Flachwagen, nach V. Thorup. Im Juni 1903 begann die Enteignung der Grundbesitzer von Thisted aus. 30 Grundbesitzer, über die Hälfte der Betroffenen, waren unzufrieden mit der angebotenen Entschädigung.
Im Juli 1903 war der Bau der Strecke im Abschnitt Fjerritslev–V. Thorup in vollem Gange. Für Transportarbeiten wurde die gekaufte Lok verwendet. Ende Juli 1903 kam eine Abteilung des Ingenieurregimentes nach Thisted, um als Übung zu lernen, wie Schienen verlegt werden. Der gebaute Damm bei Vesløs senkte sich im September 1903 deutlich und es wurde bestätigt, dass die Gerüchte über Schwierigkeiten beim Untergrund ihre Berechtigung hatten.
Da das Grundwasser in Fjerritslev nicht für die Dampflokomotiven geeignet war, weil der Ansatz des Kesselsteines zu groß war, wurde eine Leitung von rund einem Kilometer Länge östlich des Bahnbetriebswerkes von einem Bachlauf bis in das Depot verlegt. Der Bach konnte 50 Tonnen Wasser pro Tag liefern. In Thisted wurde ein neuer Brunnen neben dem Wasserturm am Bahnhof gegraben.
Das Wetter war günstig für die Bauarbeiten und so konnte kontinuierlich im Winter 1904 mit vielen Arbeitern gebaut werden. Jedoch gab es Schwierigkeiten, genügend Arbeitskräfte zu bekommen. Die Menschen waren nicht begierig auf die schwere Arbeit fern der Heimat und in einer dünn besiedelten Region, in der es Schwierigkeiten gab, Unterkunft und Verpflegung zu bekommen. Für die Arbeitnehmer in der Region, die einen bedeutenden Teil der Beschäftigten stellten, bedeutete der Lohn eine gute Einnahmequelle.
Am 15. September 1904 musste die Strecke nach den Konzessionsbestimmungen übergeben werden. Für den westlichen Teil war dies leicht machbar, aber für den östlichen Streckenteil, wo der Beginn der Arbeiten wegen der Meinungsverschiedenheiten hinsichtlich der Streckenführung  lange Zeit verzögert wurde, mussten dafür erhebliche Anstrengungen unternommen werden. Der Abschnitt Fjerritslev–Østerild war mit Schienen versehen und bis Frøstrup war das Kiesbett fertiggestellt. Am 19. August wurde 1904 der Abschnitt Fjerritslev–Østerild vorläufig in Betrieb genommen.

## Betrieb
Für den Dienst auf den kleinen Stationen wurden Frauen vorgesehen, während in Nors, Østerild und Frøstrup Bahnhofsvorsteher eingesetzt wurden. Als erster Betriebsleiter wurde Ing. cand. polyt. P. H. Tarp aus Kopenhagen bestimmt. Im August 1904 gingen 321 Bewerbungen für die 30 Stellen ein, die für vakant erklärt wurden. Am meisten gesucht wurden geringere Tätigkeiten als Träger und Eisenbahnarbeiter. So waren es vor allem Menschen aus der Umgebung, die diese Stellen bekamen, während höhere Positionen, vor allem Lokführer, Zugführer und Schaffner bei anderen Privatbahnen gesucht wurden.
Die Strecke zwischen Thisted und Fjerritslev wurde am 19. November 1904 eröffnet. Für den Bau wurden Schienen mit einem Metergewicht von 17,5 kg verwendet. Die Schienenstücke waren 7,5 Meter lang.
Der Krümmungsradius der Strecke betrug 2000 Fuß und die maximale Steigung 1:100.
Die Gesellschaft hatte ihren Sitz im Bahnhof der Danske Statsbaner in Thisted. Dort waren die Hauptverwaltung, die Werkstatt und das Betriebswerk untergebracht. Im Bahnhof Fjerritslev schloss die Bahnstrecke Fjerritslev–Frederikshavn der Fjerritslev–Frederikshavn Jernbane an. Der Bahnhof Fjerritslev gehörte den beiden Unternehmen gemeinsam.
Ab 1925 verkehrten einige durchgehende Züge ab Thisted bis Aalborg. In der Nachkriegszeit wurden praktisch alle Züge nach Aalborg durchgebunden und betrieblich mit der Fjerritslev–Aalborg-Eisenbahngesellschaft koordiniert.

## Stilllegung
Die Einstellung der Strecke erfolgte am 31. März 1969 gleichzeitig mit der Fjerritslev–Aalborg-Bahn. Obwohl unwirtschaftlich, wurde die Thisted–Fjerritslev–Bahn sehr kostenbewusst betrieben. Die Stilllegung war eher eine Folge der größeren wirtschaftlichen Probleme der Fjerritslev–Aalborg-Bahn, sowie politische Kräfte, die einen Ausbau des Straßennetzes bevorzugten. 

## Ersatzstrecke für durchgehenden Güterverkehr
Während der deutschen Besatzung 1940–45 erlangte die Bahn mehrmals Bedeutung, wenn die Hauptbahn durch Jütland durch Eisenbahnsabotage unbrauchbar wurde. Es gab zudem einige Sabotageakte auf der Thisted–Fjerritslev–Bahn und der Thisted–Struer–Bahn. 
1955 wurde die Eisenbahnbrücke über den Limfjord über den Limfjord von einem Schiff angefahren. Vier Wochen wurde der durchgehende Verkehr der Güterzüge über Fjerritslev–Thisted–Struer verlegt. 
2012 wurde die Brücke erneut angefahren und war mehr als ein Jahr für den Zugverkehr gesperrt. Durch die Stilllegung der Strecke gab es keine Möglichkeit zur Verlegung des Zugverkehrs über Fjerritslev mehr.

## Fahrzeuge
Von DSB wurden vier gebrauchte Dampflokomotiven der Baureihe DSB P (I) für 8.000 Kronen pro Lokomotive gekauft. Diese mit kurzem Schlepptender ausgestatteten Lokomotiven waren 1882 und 1883 gebaut worden. Sie waren bei DSB überflüssig, da dort für die Bedienung der Thybane stärkere Lokomotiven beschafft wurden. Sie erhielten die Nummern TFJ 1 bis TFJ 4.
Bereits im Oktober 1903 gingen acht Angebote für Wagen ein. Das niedrigste Angebot kam aus der Fabrik Vulcan in Maribo. Dort wurden sechs Personenwagen, zwei Post-/Gepäckwagen, zwei Gepäckwagen sowie acht geschlossene und zwölf offene Güterwagen bestellt. 
Die Personenwagen wurden im September 1904 geliefert, die ordentlich ausgeführt und deutlich über dem Standard der Wagen der Staatsbahn auf der Thybane lagen sowie eine Elle an der Basis breiter als DSB-Wagen waren. Außerdem kamen vier gedeckte Wagen, die so fein waren, dass sie für den Personenverkehr genutzt werden können.
Die 22 Güterwagen folgten im Oktober 1904. Die Inspektion der Strecke fand am 12. Oktober 1904 um drei Uhr am Nachmittag statt. Der Besichtigungszug bestand aus einer Lokomotive und einem der neuen Personenwagen. Zu diesem Zeitpunkt waren alle vier DSB-Lokomotiven angekommen, deren Probefahrten fanden am 7. November 1904 statt.
Bereits nach kurzer Zeit waren die Dampflokomotiven zu schwach und es wurden zwischen 1911 und 1925 vier Tenderlokomotiven der Achsfolge 1´C 1´von Henschel in Kassel gekauft, die die Nummern TJF 5 bis TFJ 8 erhielten. Im Gegenzug wurden die TFJ 1 bis TFJ 4 zwischen 1915 und 1928 ausgemustert.
Wie bei anderen Privatbahnen wurde ab den 1920er Jahren versucht, mit motorgetriebenen Fahrzeugen die Kosten zu minimieren. 1928 wurden zwei Triangel-Triebwagen M 1 und M 2 beschafft, denen 1936 die dieselelektrische Frichs-Lokomotive ML 3 mit 275 PS sowie 1953 die dieselelektrische Frichs-Lokomotive ML 4 mit 375 PS folgten.
Die letzten Beschaffungen waren die drei Schienenbusse SM 4 bis SM 6 mit entsprechenden Beiwagen zwischen 1948 und 1957.

## Zugverkehr
Der Betrieb wurde mit zwei täglichen Zugpaaren eröffnet und später auf ein drittes Zugpaar erweitert. Auf Grund des steigenden Kohlepreises erfolgte 1920/21 wieder eine Reduzierung auf zwei Zugpaare. 1921 verkehrten von Montag bis Samstag wieder drei Zugpaare und 1924/25 vier Zugpaare. 1928/29 wurde eine Bedienung der Strecke mit Triebwagen eingeführt. Ab diesem Zeitpunkt verkehrten an Wochentagen fünf und am Sonntag sechs Zugpaare. Dazu kam noch ein Güterzug.
1925 wurde erstmals ein durchgehender Zug ohne Lokwechsel in Fjerritslev bis nach Aalborg geführt. Dieser Zug wurde 1928 von Dampf- auf Triebwagenbetrieb umgestellt. Damit wurden Lokomotiven und Wagen eingespart, für die Fahrgäste wurde die Fahrt bequemer. Als 1948 die Triebwagen durch Schienenbusse ergänzt wurden, wurden mehrere Züge durchgebunden und einige davon als Eilzüge gefahren.

## Bahnhöfe
- Vandet wurde ab 1952 als Vandet Thy bezeichnet, um Verwechslungen mit Vandel an der Vejle–Vandel–Grindsted Jernbane zu vermeiden.
- Østerild hatte einen Wasserturm und einen Wasserkran.
- Der Haltepunkt Tømmerby hatte im Bahnwärterhaus eine Annahmestelle für Pakete und war ab 1905 Fahrkartenverkaufsstelle. Ab 1908 wurde nach dem Bau von Toiletten die Station zum Bahnhof aufgewertet. Ab Januar 1944 wurde der Bahnhof mit dem Ende des Personaleinsatzes wieder eine Haltestelle.
- Der Haltepunkt Vust hatte im Bahnwärterhaus eine Annahmestelle für Pakete und war ab 1. Mai 1905 Fahrkartenverkaufsstelle. Ab 1908 wurde nach dem Bau von Toiletten und eines Güterschuppens die Station ab dem 1. Oktober 1910 zum Halteplatz aufgewertet. Dieser hatte die Funktion eines Bahnhofes mit gewissen Einschränkungen. Ab 1950 wurde die Zugfolgestelle aufgelöst und 1962 erfolgte die Abstufung zu einem Haltepunkt.
- Torup behielt den alten Stationsnamen Thorup auf dem Stationsschild.
- Der Haltepunkt Gøttrup lag 3½ km nördlich des Ortes. 1910 wurde ein Bahnwärterhaus gebaut und der Haltepunkt ab dem 1. Januar 1911 zur Fahrkartenverkaufsstelle aufgewertet. Diese wurde am 1. April 1924 wieder eingestellt und Gøttrup zum Haltepunkt abgestuft.

### Stationsgebäude
Die Bahnhofsgebäude wurden von Heinrich Wenck entworfen. Er zeichnete zwei Typen: die kleinen, kompakten Damenstationen (dänisch Konestationer) mit dem Giebel in Richtung der Strecke und die etwas größeren Herrenstationen (dänisch Mandestationer) mit der langen Seite in Richtung der Strecke. Eine Variante des kleinen Typs stand in Tømmerby und Vust, wo die ursprünglichen Bahnwärterhäuser in Bahnhofsgebäude umgebaut wurden. Sie waren ein bis zwei Meter niedriger als die Standardausführung. Vesløs hatte ursprünglich einen Bahnhof der kleinen Art, wurde jedoch 1919/20 erweitert, so dass es eine Mischung zwischen den beiden Typen war. Frøstrup, die größte Zwischenstation, hatte ein größeres Bahnhofsgebäude als die anderen Stationen. Es war ähnlich dem in Falling an der Horsens–Odder Jernbane.
Ein Großteil der Bahnhofsgebäude blieb erhalten, lediglich die in Fjerritslev (1976) und Vesløs (1988) wurden abgerissen. So sind die Bahnhöfe in Vandet, Nors, Hillerslev, Hunstrup, Østerild, Tømmerby, Frøstrup, Vust, Torup und Klim noch vorhanden.
Vom ehemaligen Bahndamm sind noch 19 km erhalten und zugänglich, hauptsächlich im Abschnitt zwischen Østerild und Fjerritslev.

## Thisted Havnebane
Vom Staatsbahnhof Thisted vor dem Bahnbetriebswerk der Privatbahn zweigte das Gleis zum Hafen ab. Die Hafenbahn war kein Teil der Privatbahn. Der Bahnhof selbst liegt fast zwölf Meter über dem Meer, so dass das Anschlussgleis zum Hafen ein Gefälle von 22 Promille hatte. Der Hafen war relativ groß und an die meisten Kaianlagen wurde ein Gleis gelegt.
Die Gleise bedienten auch das Gaswerk (wo in den 1970er Jahren das Verwaltungsgebäude der Kommune Thisted erbaut wurde), das große Umschlaggebäude für den Schweineexport (heute Gebiet des Netto-Supermarkts am Hafen) sowie die große Schlachterei Tican, die immer noch am östlichen Hafengebiet liegt.
Mitten im Hafen war ein Lagerhaus, an dem bis in die späten 1950er Jahre ein Teil der Güterwagen be- und entladen wurden. An einem Nebengleis, das an beiden Enden zum Umfahren der Wagen mit Weichenverbindungen ausgestattet war, wurde an einem Brauereilager Bier verladen. Im Osten schlossen der Schlachthof und ein Futtermittelunternehmen, das in der Saison viele Güterwagen von Aalborg erhielt, an. Zeitweise waren so viele Güterwagen bereitgestellt, dass die Bauern und Landwarenhändler ihre Futtermittel direkt aus den Wagen auf Fahrzeuge verluden, ohne das Lagerhaus zu nutzen. Ältere Landkarten zeigen die Gleisanlagen auf dem Hafenplatz.
Die Hafenbahn wurde von einer Henschel-Tenderlokomotive bedient. 1958/59 wurde sie durch einen Ardelt-Schienentraktor ersetzt.
Die Hafenbahn in Thisted bestand noch bis in die 1980er Jahre. Die Gleise wurden etwa 1990 beseitigt. Das Gefälle, wo sich die Hafenbahn befand, kann hinter dem Friedhof zwischen dem Bahnhof und dem Limfjord begangen werden.